# Hi69
Hiroki Tanabe (田辺 裕喜, Tanabe Hiroki), né le 13 décembre 1981 à Morioka, Iwate, Japon est un catcheur japonais, qui est principalement connu pour son travail à la Pro Wrestling Noah.

## Carrière

### Kaientai Dojo
Le 2 mars 2014, lui et Yuji Hino battent Kaji Tomato et Taka Michinoku et remportent les Strongest-K Tag Team Championship. Le 13 avril, ils conservent leur titres contre Kaz Hayashi et Shūji Kondō. Quatre jours plus tard, lors d'un show de la Wrestle-1, ils perdent contre Yasufumi Nakanoue et Seiki Yoshioka,. Le 4 mai, lors d'un autre show de la Wrestle-1, ils conservent leurs titres contre Yasufumi Nakanoue et Seiki Yoshioka.

### Pro Wrestling Noah (2016-...)
En décembre 2016, il lutte à la Pro Wrestling NOAH pour la première fois depuis 2005 dans un où lui et Ricky Fuji perdent contre Daisuke Harada et Akitoshi Saito. Après avoir impressionné le nouveau président Masayuki Uchida, il lui est offert un poste régulier avec la fédération et il commence à rivaliser avec les autres catcheurs en tant que membre du roster à temps plein. Après une défaite contre Taiji Ishimori le 9 janvier, les deux ont accepté de former une équipe et ont montré leurs intérêt pour les vacants GHC Junior Heavyweight Tag Team Championship et le 18 février, ils battent Hayata et Yo-Hey et remportent les vacants GHC Junior Heavyweight Tag Team Championship. Le 12 mars, ils conservent leur titres contre Daisuke Harada et Tadasuke,.

#### KONGOH (2019-...)
Le 4 janvier 2020, à New Sunrise, lui et Haoh perdent contre Stinger (Atsushi Kotoge et Kotarō Suzuki) et ne remportent pas les GHC Junior Heavyweight Tag Team Championship,.

## Prises de finition et prises favorites
- Prise de finition

- Équipes et clans
  - KONGOH (2019-..)

## Palmarès
- Freedoms
  - 2 fois WEW World Tag Team Championship avec Yusuke Obata (1) and Hasegawa (1)
  - New Year Six Man Tag Tournament (2013)

- Guts World Pro Wrestling
  - 1 fois GWC Tag Team Championship avec Masamune

- Kaientai Dojo
  - 1 fois Strongest-K Championship
  - 2 fois Strongest-K Tag Team Championship avec Kengo Mashimo (1) et Yuji Hino (1)
  - 1 fois UWA World Tag Team Championship avec Yasu Urano
  - 1 fois UWA World Middleweight Championship
  - 2 fois Independent Junior Heavyweight Championship
  - Bo-So Golden Tag Tournament (2014)

- Pro Wrestling NOAH
  - 3 fois GHC Junior Heavyweight Tag Team Championship avec Taiji Ishimori (2) et Minoru Tanaka (1)

- Tenryu Project
  - 1 fois Tenryu Project International Junior Heavyweight Championship
  - 1 fois Tenryu Project International Junior Heavyweight Tag Team Championship avec Masao Orihara